# 马里奥·埃瓦里斯托
马里奥·埃瓦里斯托（西班牙語：Mario Evaristo，1908年12月10日—1993年4月30日），阿根廷男子足球运动员，场上位置是前锋。他曾代表阿根廷国家队参加1930年国际足联世界杯，结果队伍获得亚军。